# Ecklingerode
Ecklingerode è un comune di 711 abitanti della Turingia, in Germania.
Appartiene al circondario (Landkreis) dell'Eichsfeld (targa EIC) ed è parte della comunità amministrativa (Verwaltungsgemeinschaft) di Lindenberg/Eichsfeld.